# Phyllodactylus palmeus
Phyllodactylus palmeus (листопалий гекон гондураський) — вид геконоподібних ящірок родини Phyllodactylidae. Ендемік Гондурасу.

## Поширення і екологія
Гондураські листопалі гекони мешкають на островах Роатан і Утіла в групі островів Іслас-де-ла-Байя, а також на островах Кайос-Кочінос. Вони живуть в пальмових тропічних лісах і на морських узбережжях, трапляються в людських поселеннях.

## Збереження
МСОП класифікує цей вид як такий, що не потребує особливих заходів зі збереження. Гондураські листопалі гекони є досить поширеним видом в межах свого ареалу, як в лісах, так і в людських поселеннях, однак на острові Утіла вони були витісненні з людських поселень інтродукованими геконами Hemidactylus frenatus.